# میزان‌الرحمان میزان
میزان‌الرحمان میزان (بنگالی: মিজানুর রহমান মিজান؛ زادهٔ ۲ مهٔ ۱۹۶۸) بازیکن فوتبال اهل بنگلادش بود.
وی همچنین در تیم ملی فوتبال بنگلادش بازی کرده است.
وی در مسابقات کشوری و بین‌المللی در مجموع برندهٔ ۱ مدال نقره شده است.